# Eclipse (trilha sonora)
The Twilight Saga: Eclipse (Original Motion Picture Soundtrack) é a trilha sonora oficial do filme Eclipse (2010). A trilha foi lançada em 8 de junho de 2010, pela Atlantic Records em parceria com a Chop Shop Records. Seu primeiro single é uma canção da banda inglesa Muse, que participou das trilhas dos dois filmes anteriores da série, intitulada "Neutron Star Collision (Love is Forever)", que foi lançada em 17 de maio de 2010, nas rádios e via download digital.
A trilha sonora estreou na segunda posição da Billboard 200, vendendo 144 mil cópias em sua primeira semana. No Brasil, o disco ficou na 10ª posição no Top 20 da ABPD.

## Trilha sonora original

### Faixas
Cerca de quatrocentas canções foram consideradas para fazerem parte da trilha sonora. Em maio de 2010, a seguinte lista de faixas foi confirmada:
1. "Eclipse (All Yours)" (Metric) – 3:38
2. "Neutron Star Collision (Love Is Forever)" (Muse) – 3:50
3. "Ours" (The Bravery) – 3:47
4. "Heavy in Your Arms" (Florence + the Machine) – 4:42
5. "My Love" (Sia) – 5:07
6. "Atlas" (Fanfarlo) – 3:23
7. "Chop and Change" (The Black Keys) – 2:21
8. "Rolling in on a Burning Tire" (The Dead Weather) – 3:53
9. "Let's Get Lost" (Beck e Bat for Lashes) – 4:07
10. "Jonathan Low" (Vampire Weekend) – 3:30
11. "With You in My Head" (UNKLE feat. The Black Angels) – 4:40
12. "A Million Miles an Hour" (Eastern Conference Champions) – 4:03
13. "Life on Earth" (Band of Horses) – 5:28
14. "What Part of Forever" (Cee Lo Green) – 3:55
15. "Jacob's Theme" (Howard Shore) – 2:27

#### Faixas bônus internacionais
Brasil
1. "Eterno pra Você" (Fiuk) - 3:51

México
1. "Magia y Deseo" (Jesse & Joy) - 3:33

Austrália
1. "Edge of My Dreams" (Lisa Mitchell) - 4:19

Suíça
1. "Don't You Mourn the Sun" (MiMi) - 3:46

#### Edição deluxe
1. The Line" (Battles) – 5:05
2. "How Can You Swallow So Much Sleep?" (Bombay Bicycle Club) – 2:58
3. "Atlas" (Remix) (Fanfarlo) – 6:04
4. "What Part of Forever" (Remix) (Cee Lo Green) – 4:51
5. "Eclipse (All Yours)" [Acústica] (Metric) – 3:45 (apenas na pré-venda do iTunes)

### Recepção da crítica
| Críticas profissionais | Críticas profissionais |
| Avaliações da crítica  | Avaliações da crítica  |
| Fonte                  | Avaliação              |
| ---------------------- | ---------------------- |
| About.com              | [ 7 ]                  |
| Allmusic               | [ 8 ]                  |
| BBC Music              | (positiva)             |
| Billboard              | (positiva)             |
| Daily News             | [ 11 ]                 |
| Drowned in Sound       | [ 12 ]                 |
| Entertainment Weekly   | (B+)                   |
| Rolling Stone          | [ 14 ]                 |
| The New York Times     | (positiva)             |

A recepção da crítica para a trilha sonora foi geralmente positiva. O Metacritic calculou uma média de 76% de aprovação, baseado em sete críticas recolhidas. Bill Lamb, do About.com escreveu que a trilha, assim como as dos filmes anteriores, é "impressionantemente consistente e sólida em fornecer um complemento sombrio e considerável para a ação na tela". No Allmusic, Heather Phares comentou que as canções desse álbum "talvez sejam ainda mais indie do que New Moon" e que ele "reflete a história reletivamente adulta e complexa que Eclipse conta". Mike Diver, da BBC, disse que "é óbvio que […] foi direcionado para um público mais maduro do que o próprio filme", enquanto, na Billboard, Mikael Wood escreveu que a trilha "adere à fórmula das outras de Crepúsculo de misturar pesos pesados do rock alternativo com artistas indie".
O crítico do Daily News, Jim Farber, a descreveu como "tão teatral quanto qualquer coisa da Broadway" e disse que mostra "algo novo". Em uma das críticas com maior inclinação negativa, Adam Johns, em sua crítica na Drowned in Sound, afirmou que o álbum "não é incrível. Como forma de introduzir a música indie para a nova geração jovem, é uma oportunidade perdida. Mas podia ser muito pior". Leah Greenblatt deu à trilha uma nota B+, enquanto Christian Hoard, da Rolling Stone, a descreveu como "uma mistura de canções fortes e desmoronamentos românticos". O crítico Nate Chinen comentou no The New York Times que "se a trilha sonora de Crepúsculo foi uma explosão furiosa de neogótico e a de Lua Nova teve um tom de tranquilo indie-rock, [a de Eclipse] é uma híbrida, combinando aspectos dos dois campos".

### Paradas musicais
| País (2010)                         | Melhor posição |
| ----------------------------------- | -------------- |
| Alemanha (Media Control Charts)     | 4              |
| Áustria (Ö3 Austria Top 40)         | 1              |
| Austrália (Australian Albums Chart) | 2              |
| Bélgica (Ultratop - Flanders)       | 10             |
| Bélgica (Ultratop - Valônia)        | 4              |
| Brasil (Top 20 ABPD)                | 10             |
| Dinamarca (Tracklisten)             | 22             |
| Espanha (PROMUSICAE)                | 12             |
| Estados Unidos (Billboard 200)      | 2              |
| França (French Albums Chart)        | 12             |
| Grécia (IFPI Grécia)                | 1              |
| Nova Zelândia (RIANZ)               | 5              |

### Certificações
| País           | Certificação (vendas lineares) |
| -------------- | ------------------------------ |
| Alemanha       | Ouro                           |
| Áustria        | Ouro                           |
| Estados Unidos | Ouro                           |

## Eclipse: The Score
Em janeiro de 2010, foi confirmado que a trilha sonora score de Eclipse seria composta por Howard Shore, que trabalhou na trilogia de O Senhor dos Anéis. Foi lançado em 29 de junho de 2010.

### Faixas
1. "Riley"
2. "Compromise/Bella's Theme"
3. "Bella's Truck/Florida"
4. "Victoria"
5. "Imprinting"
6. "The Cullens Plan"
7. "First Kiss"
8. "Rosalie"
9. "Decisions, Decisions…"
10. "They're Coming Here"
11. "Jacob Black"
12. "Jasper"
13. "Wolf Scent"
14. "Mountain Peak"
15. "The Kiss"
16. "The Battle/Victoria vs. Edward"
17. "Jane"
18. "As Easy as Breathing"
19. "Wedding Plans"

### Paradas musicais
| País (2010)                     | Melhor posição |
| ------------------------------- | -------------- |
| Alemanha (Media Control Charts) | 43             |
| Bélgica (Ultratop - Flanders)   | 63             |
| Bélgica (Ultratop - Valônia)    | 42             |